# Eumecocera minamii
Eumecocera minamii är en skalbaggsart som beskrevs av Makihara 1984. Eumecocera minamii ingår i släktet Eumecocera och familjen långhorningar. Inga underarter finns listade i Catalogue of Life.